# ون بيس باونتي راش
ون بيس باونتي راشُّ هي لعبة هاتف محمول مجانية للعب مبنية على ون بيس، تم تطويرها ونشرها بواسطة بانداي نامكو إنترتينمنت. تُلعب اللعبة في الوقت الحقيقي مع أربعة فرق لاعبين في وضع المعركة، حيث يفوز الفريق صاحب أكبر كنز في النهاية. تجري كل معركة داخل موقع من سلسلة ون بيس.

## الإنتاج واللَّعب
لعبة الهاتف المحمول عبارة عن تعاون بين بانداي نامكو إنترتينمنت ومؤلف ون بيس إييتشيرو أودا وأستوديو إنتاج الأنمي توي أنميشن وناشر المانغا شوئيشا.
تم إصدار اللّعبة مبدئيًا في 29 مارس 2018 لمنصات أندوريد وآي أو إس وتم إيقاف تشغيله في 10 أبريل 2018 للصيانة طويلة المدى وأعيد إصداره لاحقًا مع إصلاح الرسومات وأسلوب اللّعب في 31 يناير 2019.
تضم ون بيس باونتي راش فريقًا من أربعة لاعبين يتنافسون ضد فريق آخر من أربعة لاعبين في الوقت الحقيقي، حيث تستند كل ساحة معركة إلى موقع ضمن سلسلة ون بيس. الفائز هو أي فريق لديه أكبر عدد من العملات المعدنية في نهاية المعركة. يمكن للاعبين تحسين مستوى الشخصية من خلال جمع العناصر داخل اللعبة إما من وضع القصة أو ساحة المعركة.
يجب على كل فريق وضع علمه الخاص على الكنز للمطالبة به. أنواع الشخصيات الأربعة داخل الفريق هي راكِض أو مهاجم أو مدافع. ينتزع الراكِض النقاط، ويقاتل المهاجم الأعداء، ويقوم المدافع بإبعاد الأعداء عن طريقهم. هناك مجموعة متنوعة من الشخصيات للاختيار من بينها ولكل شخصية هجومها الخاص. تتضمن الهجمات مجموعة أساسية ومهارات خاصة. عند استخدام مجموعة أساسية، يتعين على اللاعب مهاجمة الشخصية الأقرب. كل نقطة من المطالبة بالكنز تمنح اللاعب مكافأة صغيرة بعد المعركة. عند الانتهاء من التحرير والسرد الأساسي، يتم هزيمة العدو، لكن لديهم القدرة على عدم التعرض للأذى أثناء العودة.

## الاستقبال
كان اختبار ما قبل الإطلاق للعبة يضم مليون لاعب. في 1 يونيو 2020، ذكرت صفحة اللعبة على فيسبوك تحقق تطبيق 20 مليون تنزيل.

## روابط خارجية
- الموقع رسمي